# Fritz Rüth
Fritz Rüth (* 19. Oktober 1905 in Mitterteich, Oberpfalz; † 23. Oktober 1986) war ein deutscher Oberfinanzpräsident.

## Leben
Fritz Rüth studierte Rechts- und Volkswirtschaft und trat in die Finanzverwaltung des Landes Bayern ein. Er war an den Finanzämtern in Selb, Bayreuth, Hersbruck und Nürnberg tätig. 1961 wurde er zum Präsidenten der Oberfinanzdirektion in München ernannt. Von 1973 bis 1975 war er Vorstandsvorsitzender des Bundesverbandes Deutscher Stiftungen.
1968 wurde Fritz Rüth vom Kardinal-Großmeister Eugène Kardinal Tisserant zum Ritter des Ritterordens vom Heiligen Grab zu Jerusalem ernannt und am 8. Juli 1968 in München durch Lorenz Kardinal Jaeger, Großprior der deutschen Statthalterei, sowie Hermann Josef Abs, Statthalter in Deutschland, in den Orden investiert.
Er wurde am 13. Januar 1964 mit dem Bayerischen Verdienstorden ausgezeichnet.
Rüth war seit 1931 Mitglied der katholischen Studentenverbindung KDStV Ostmark Nürnberg und schloss sich später noch der KDStV Radaspona (Regensburg) München an.